# 7291 Hyakutake
7291 Hyakutake è un asteroide della fascia principale. Scoperto il 13 dicembre 1991 da Satoru Otomo, presenta un'orbita caratterizzata da un semiasse maggiore pari a 3,1322349 UA e da un'eccentricità di 0,2241241, inclinata di 8,41089° rispetto all'eclittica.
È stato così denominato in onore dell'astronomo giapponese Yuji Hyakutake.